# Shamokin Dam
Shamokin Dam is een plaats (borough) in de Amerikaanse staat Pennsylvania, en valt bestuurlijk gezien onder Snyder County.

## Demografie
Bij de volkstelling in 2000 werd het aantal inwoners vastgesteld op 1502.
In 2006 is het aantal inwoners door het United States Census Bureau geschat op 1457, een daling van 45 (-3,0%).

## Geografie
Volgens het United States Census Bureau beslaat de plaats een oppervlakte van
4,8 km², waarvan 4,7 km² land en 0,1 km² water.

## Plaatsen in de nabije omgeving
De onderstaande figuur toont nabijgelegen plaatsen in een straal van 8 km rond Shamokin Dam.